# لیک سنت کرویکس بیچ (مینه‌سوتا)
لیک سنت کرویکس بیچ، مینه‌سوتا (به انگلیسی: Lake St. Croix Beach, Minnesota) یک شهر در ایالات متحده آمریکا است که در شهرستان واشینگتن واقع شده‌است.

## خصوصیات
لیک سنت کرویکس بیچ ۲٫۵۶ کیلومترمربع مساحت و ۱٬۰۵۱ نفر جمعیت دارد و ۲۱۱ متر بالاتر از سطح دریا واقع شده‌است.